# Ielizaveta Litvínova
Ielizaveta Fiódorovna Litvínova (nom de naixement: Елизавета Федоровна Ивашкина (Ielizaveta Fiódorovna Ivàixkina)) va ser una matemàtica russa, coneguda pels seus treballs sobre pedagogia de les matemàtiques.

## Vida i obra
Litvínova va estudiar matemàtiques a finals dels 60s a Sant Petersburg amb el professor Strannoulski, el mateix que havia donat classes a Sonia Kovalevsky, i, com a ella, la va encoratjar a anar al estranger per millorar. El marit, Fedor Litvinov amb qui s'havia casat el 1866, no li va donar l'autorització i va haver d'esperar a divorciar-se per poder anar a Zúric a ampliar estudis amb Hermann Schwarz el 1872. Litvínova ja havia estat seduïda pel moviment sociopolític radical del nihilisme; a Zuric, on hi havia una nodrida representació d'exiliats russos, aquesta tendència no va fer sinó accentuar-se. El 1873 el govern tsarista va emetre un decret que obligava totes les dones russes que estudiaven a l'estranger a tornar a Rússia, per evitar la seva radicalització. Litvínova va optar per quedar-se a Suïssa, malgrat que el càstig era que no es reconeixerien els títols obtinguts.
Litvínova es va graduar a Zuric i va obtenir el doctorat el 1878 sota la direcció de Ludwig Schläfli, però quan va retornar a Rússia, els seus títols no van ser reconeguts i només va poder donar classes com a mestre d'escola. El baix salari, l'obligava a fer moltes hores de classe i no li quedava temps per a la recerca. Només nou anys després se li va permetre donar classes de matemàtiques en un institut de secundària.
Com que no podia fer recerca, es va dedicar a escriure biografies de matemàtics per incrementar els seus ingressos. També va publicar més de setanta articles sobre la pràctica pedagògica de les matemàtiques, cosa que la va convertir el 1910 en un dels líders educatius de Rússia. La mateixa pedagoga Nadejda Krúpskaia (futura esposa de Lenin) va ser un dels seus deixebles que anys després de la revolució defensaria els seus mètodes educatius.
A més, Litvínova va ser una defensora dels drets de les dones. Va ser una font d'inspiració de totes les seves estudiants i va participar activament en els moviments feministes europeus, escrivint articles pel Bulletin de l'Union Universelle des Femmes (que signava simplement E.L.) i participant en el Congrés Internacional de Dones de Brussel·les de 1897.
Poc es coneix dels darrers anys de la seva vida. Se suposa que va passar els anys revolucionaris a casa d'una germana al camp i que va morir el 1919.